# Nigeria en los Juegos Paralímpicos de Londres 2012
Nigeria estuvo representada en los Juegos Paralímpicos de Londres 2012 por un total de 29 deportistas, 17 hombres y 12 mujeres.

## Medallistas
El equipo paralímpico nigeriano obtuvo las siguientes medallas:
| Nombre                  | Deporte                   | Evento               |
| ----------------------- | ------------------------- | -------------------- |
| Oro                     |                           |                      |
| Ivory Nwokorie          | Levantamiento de potencia | –44 kg femenino      |
| Esther Oyema            | Levantamiento de potencia | –48 kg femenino      |
| Joy Onaolapo            | Levantamiento de potencia | –52 kg femenino      |
| Loveline Obiji          | Levantamiento de potencia | –82,5 kg femenino    |
| Grace Anozie            | Levantamiento de potencia | +82,5 kg femenino    |
| Yakubu Adesokan         | Levantamiento de potencia | –48 kg masculino     |
| Plata                   |                           |                      |
| Lucy Ejike              | Levantamiento de potencia | –56 kg femenino      |
| Folashade Oluwafemiayo  | Levantamiento de potencia | –75 kg femenino      |
| Ikechukwu Obichukwu     | Levantamiento de potencia | –52 kg masculino     |
| Anthony Ulonnam         | Levantamiento de potencia | –56 kg masculino     |
| Ifeanyi Nnajiofor       | Levantamiento de potencia | –60 kg masculino     |
| Bronce                  |                           |                      |
| Eucharia Njideka Iyiazi | Atletismo                 | Peso F57/58 femenino |
| Victoria Nneji          | Levantamiento de potencia | –67,5 kg femenino    |